# Topaz (1969.)
Topaz je film američkog redatelja Alfreda Hitchcocka iz 1969. godine. To je njegov 51. film, a nastao je po knjizi Leona Urisa. Priča je smještena u razdoblje kubanske krize, a pretežno opisuje doživljaje francuskog špijuna koji se upušta u istraživanje hladnoratovske političke zavjere.

## Radnja
Kada sovjetski obavještajac krene na Zapad s porukom o tajnom sovjetsko-kubanskom paktu i postojanju "krtice" unutar redova francuske obavještajne agencije, CIA-in agent Michael Nordstrom (John Forsythe) traži pomoć agenta Andréa Devereauxa (Frederick Stafford) i nagovara ga da ide sa svojom kćerkom Michèle (Claude Jade) na medeni mjesec s novinarom Françoisom Picardom (Michel Subor). André prihvaća, ali njegova supruga Nicole (Dany Robin) se brine za njega.
Kada se domogne nekih papira koje je imao Kubanac Rico Parra (John Vernon), Deveraux odlazi na Kubu posjetiti svoju ljubavnicu Juanitu de Cordobu (Karin Dor), koja je tajno povezana s tajnom kriminalnom organizacijom, a u drugom smislu je povezana baš s Parrom. Parra to sazna i ubije Juanitu, a Deveraux se vraća u Pariz gdje pokušava riješiti problem "krtice". U međuvremenu, Michèlpokušava pomiriti roditelje.
Nicole, nakon što ju je suprug varao na Kubi, vara njega s vođom špijunske grupe "Topaz", Jacquesom Granvilleom (Michel Piccoli) kojeg zna još iz Pokreta otpora. François ide saznati tko je "Topaz" tako što ispituje NATO-vog službenika Henrija Jarra (Philippe Noiret). Michèle ubrzo nađe mrtvog Jarra, a François je nestao. François se kasnije vraća s crtežom Jarrea kojeg Nicole prepozna. Ona tada kaže Andréu da je Granville vođa "Topaza".
Originalni kraj trebao je biti dvoboj Andréa i Jacquesa, no publici se taj kraj nije sviđao. Hitchcock je snimio novu verziju kraja u kojoj Jacques bježi, no ni taj kraj nije dobro prihvaćen od strane publike.

## Reakcije
Film nije baš dobro prihvaćen od strane publike i kritičara za Hitchcockov standard. Hitchcock je mijenjao scenarij malo prije početka snimanja, a distributer Universal je zahtijevao drugačiji kraj nego onaj koji je želio Hitchcock. Za ovaj film Hitchcock je angažirao francuski devetnaestogodišnju glumicu Claude Jade iz Truffautovog filma Ukradeni poljubac. Ona i Dany Robin bi filmu trebale dati glamur. 
Hitchcock je o Jade kasnije rekao:

## Hitchcockov cameo
Kao i u svakom od svojih filmova, Hitchcock ima barem jedan cameo nastup. U ovom filmu se može vidjeti na aerodromu kako sjedi u invalidskim kolicima koja gura medicinska sestra. 

## Inspiracije
- Film počinje kada agent KGB-a napušta SSSR sa ženom i kćeri. Inspiracija za ovo bio je Anatoliij Golicin.
- Lik Andréa Devereauxa temeljen je na agentu SDECE-a koji se zvao Philippe Thyraud de Vosjoli.
- Lik Juanite de Cordobe ima slabu povezanost s kćerkom Fidela Castra Alinom Fernádez koja je napustila Kubu i pobjegla u SAD. Castro se svoje kćei odrekao zbog te izdaje.
- Crvenokosi vojni satnik znan kao Hernandez je temeljen prema čovjeku koji se zvao Manuel Piñeiro.
- Fidel Castro ima nekreditiran (i nekompenziran) nastup u filmu, kao i Che Guevara.
- Francuski naslov filma je L'Étale kako se ne bi zamijenio s dramom Topaze francuskog pisca Marcela Pagnola.

## Vanjske poveznice
- Topaz u internetskoj bazi filmova IMDb-a
- Recenzije